# Brandon Killham
Brandon Killham (Phoenix, 30 dicembre 1997) è un attore statunitense. È noto per aver interpretato il personaggio di Don Draper da giovane nella serie televisiva Mad Men.

## Biografia
Brandon Killham è nato a Phoenix, in Arizona. Nel 2009 interpreta la guida turistica nel film Opposite Day. Nel 2012 interpreta il ruolo di Dylan in un episodio della seconda stagione della serie televisiva L'uomo di casa (Last Man Standing). Tra il 2007 e il 2013 ha interpretato il ruolo di Don Draper da giovane, nei flashback della vita del protagonista della serie televisiva Mad Men, interpretato da adulto da Jon Hamm.

## Filmografia

### Attore

#### Cinema
- Sex, Shoes & Unicorns, regia di Angelo Bell (2005)
- 40 anni vergine (The 40 Year Old Virgin), regia di Judd Apatow (2005)
- Queen of Cactus Cove, regia di Anna Christopher - cortometraggio (2005)
- Unidentified, regia di Rich Christiano (2006)
- The Champ, regia di Joshua Martin - cortometraggio (2006)
- Things You Don't Tell..., regia di Alex Melli (2006)
- Sleep in Heavenly Peace, regia di Jeffrey McMahon - cortometraggio (2007)
- Billy, regia di Richard Khouri e Rudolph West - cortometraggio (2008)
- Opposite Day, regia di R. Michael Givens (2009)
- A Wagon Full of Mischief, regia di Joshua Martin - cortometraggio (2009)
- My First Claire, regia di Lou Howe - cortometraggio (2010)

#### Televisione
- Arrested Development - Ti presento i miei (Arrested Development) - serie TV, episodio 3x13 (2006)
- Due uomini e mezzo (Two and a Half Men) - serie TV, episodio 4x06 (2006)
- Dexter - serie TV, episodi 1x12-2x02 (2006-2007)
- Cory alla Casa Bianca (Cory in the House) - serie TV, episodio 1x06 (2007)
- The Riches - serie TV, episodio 1x12 (2007)
- Criminal Minds - serie TV, episodio 3x03 (2007)
- Senza traccia (Without a Trace) - serie TV, episodio 6x10 (2007)
- October Road - serie TV, 4 episodi (2007-2008)
- Mad Men - serie TV, 6 episodi (2007-2013)
- My Name Is Earl - serie TV, episodio 3x18 (2008)
- Ernesto, regia di Marc Buckland - film TV (2008)
- Ghost Whisperer - Presenze (Ghost Whisperer) - serie TV, episodio 4x16 (2009)
- Community - serie TV, episodio 3x12 (2012)
- L'uomo di casa (Last Man Standing) - serie TV, episodio 2x05 (2012)
- Astrid Clover - serie TV, episodi 2x28-3x13 (2015-2016)

### Doppiatore
- Ramona e Beezus (Ramona and Beezus), regia di Elizabeth Allen Rosenbaum (2010)

### Produttore
- Nothing Ever Happens in Burbank, CA, regia di Emmanuel Duga (2020)

## Programmi televisivi
- Talkshow with Spike Feresten - talk-show (2006)